# Chengdu Airlines
Chengdu Airlines Co., Ltd. (en chino, 成都航空公司; pinyin, Chéngdū Hángkōng gōngsī), una filial de Sichuan Airlines, es una aerolínea con sede en Chengdú, China. Opera una red de vuelos regulares nacionales desde su hub en el Aeropuerto Internacional de Chengdú-Shuangliu.

## Historia
Originalmente llamada United Eagle Airlines CO.，LTD (en chino tradicional, 聯鷹航空公司; en chino simplificado, 联鹰航空公司; pinyin, Liányīng Hángkōnggōngsī, también conocida como UEAir), la compañía fue fundada en 2004 por un exejecutivo de China Northwest Airlines, con el financiamiento de Oversea-Chinese Banking Corporation. Recibió su primer avión de pasajeros, un Airbus A320 que anteriormente había pertenecido a Air Jamaica, el 8 de julio de 2005 y el 27 de julio, inició los vuelos comerciales. Otro tipo de aeronave similar, el ligeramente más pequeño Airbus A319, fue puesto en servicio con United Eagle Airlines el 2 de diciembre de ese año.
En marzo de 2009, Sichuan Airlines invirtió 200 millones de yuanes (USD30 millones) en United Eagle Airlines, manteniendo así el 76 por ciento de las acciones. A finales de 2009, estas acciones fueron vendidas al fabricante de aviones chino COMAC y a Chengdu Communications Investment Group. Después de este cambio de propiedad, United Eagle Airlines colocó un pedido en firme de 30 aviones Comac ARJ21, el primero de los cuales inicialmente se planeó para ser entregado a finales de 2010. Sin embargo, el proyecto Comac ha visto una serie de retrasos desde entonces.
El 23 de enero de 2010, la aerolínea fue renombrada Chengdu Airlines.

## Destinos

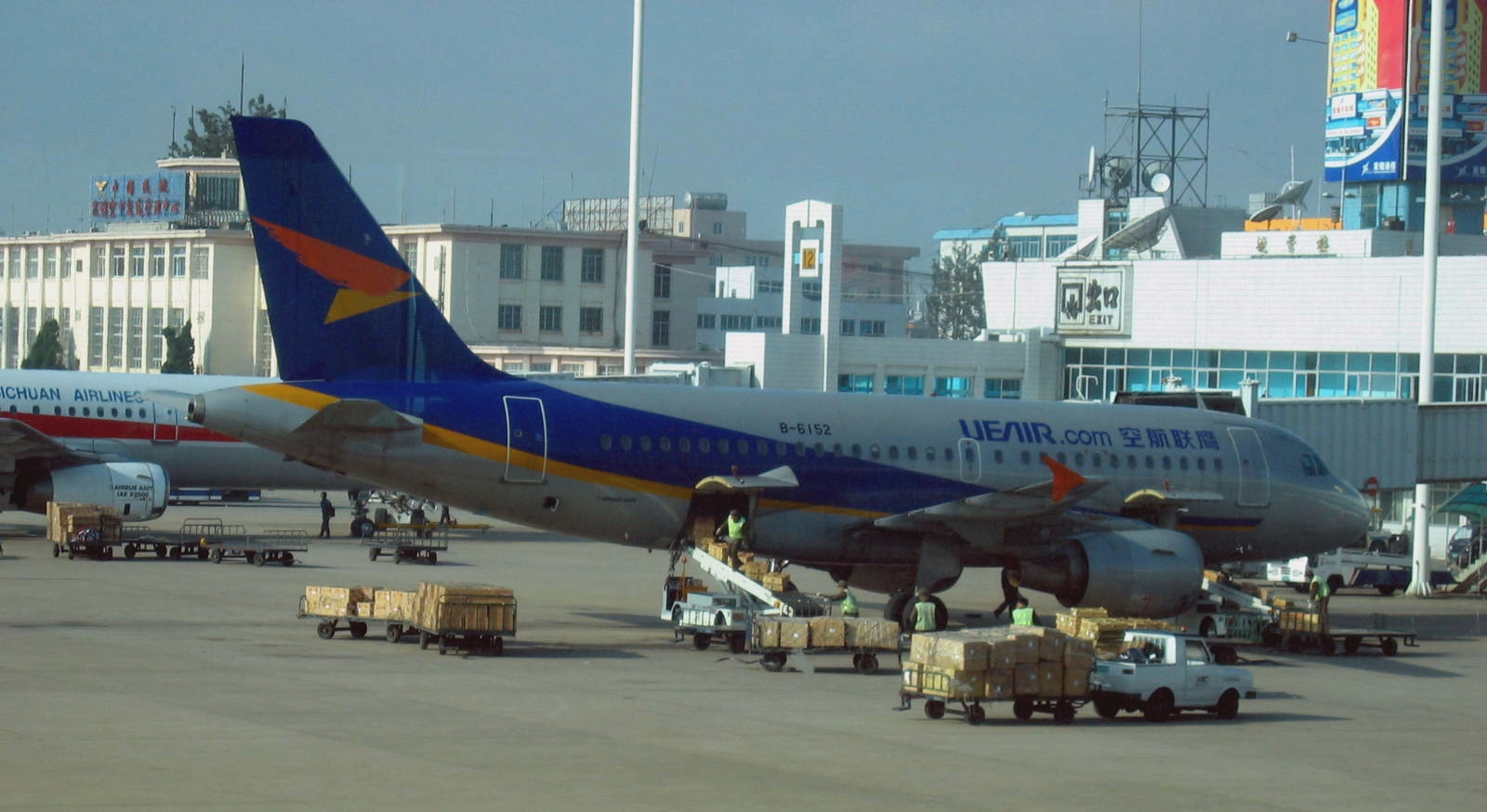
Un Airbus A319 de United Eagle Airlines en el Aeropuerto Internacional de Kunming-Wujiaba (2006)...

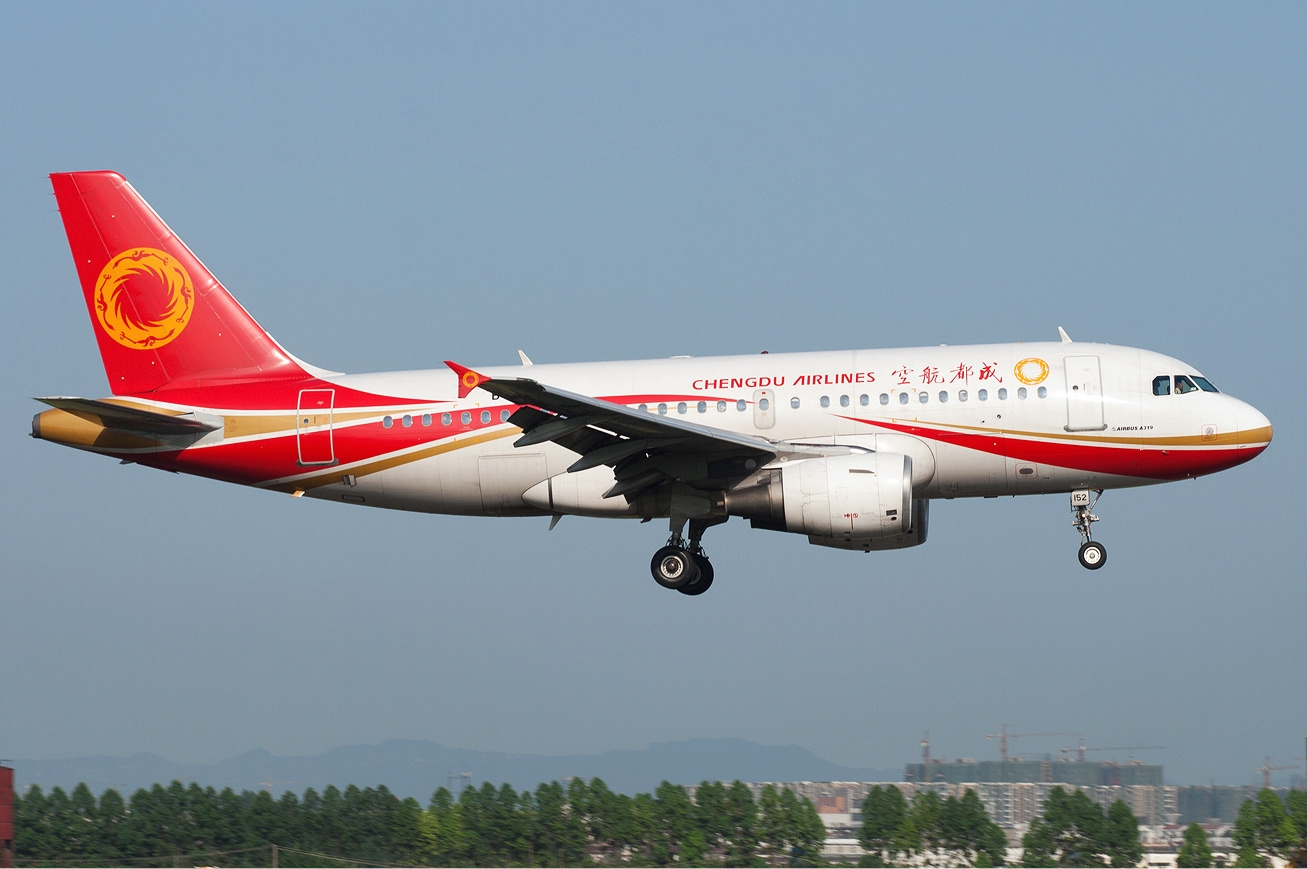
... y el mismo avión aterrizando en el Aeropuerto Internacional de Chengdú-Shuangliu (2011).

De acuerdo con el calendario de julio de 2013, Chengdu Airlines opera vuelos regulares a los siguientes destinos. Un mapa de ruta creada usando estos datos se puede encontrar aquí.

## Flota

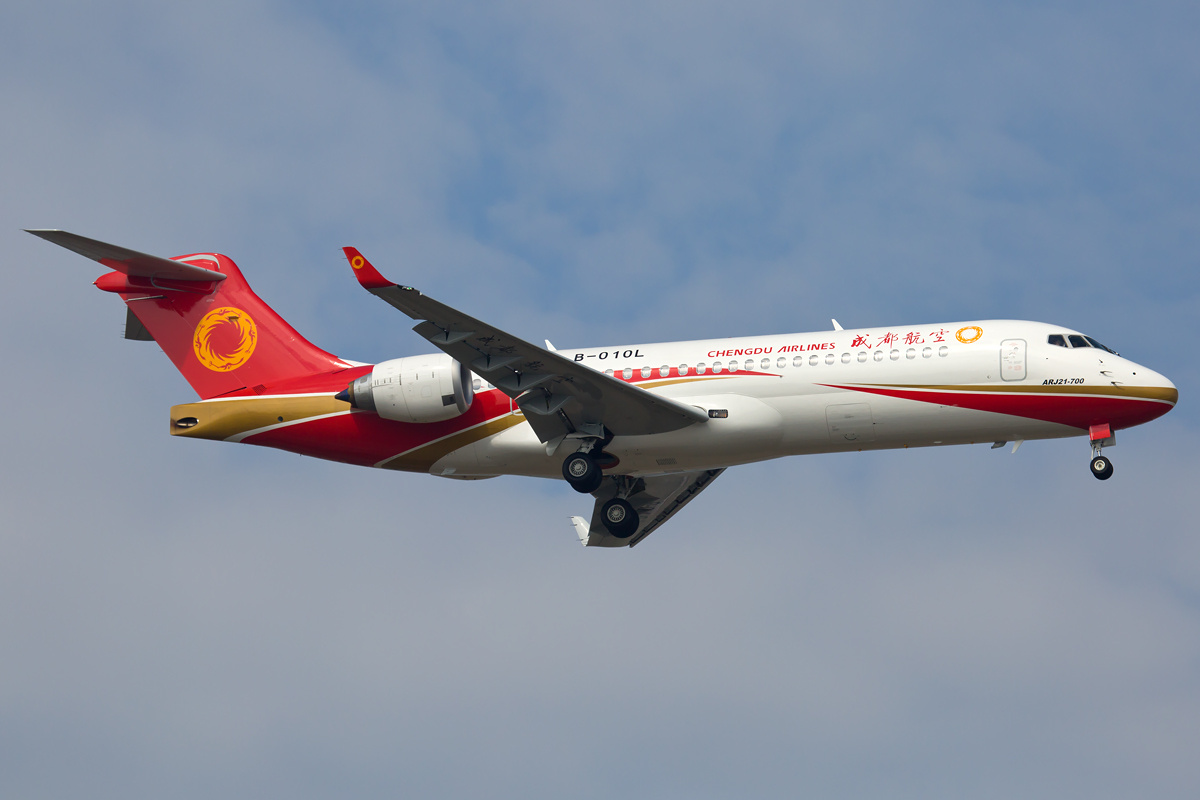
COMAC ARJ21 de Chengdu Airlines en el Salón Aeronáutico de Zhuhai 2014

A septiembre de 2024, la flota de Chengdu Airlines constaba de los siguientes aviones con una edad media de 5 años: